# Funkcja tworząca momenty silni
Funkcja tworząca momenty silni – dla danego rozkładu prawdopodobieństwa zmiennej losowej {\displaystyle X} o wartościach rzeczywistych funkcja zdefiniowana wzorem
{\displaystyle M_{X}(t)=\operatorname {E} {\bigl [}t^{X}{\bigr ]}}
dla wszystkich liczb zespolonych {\displaystyle t,} dla których ta wartość oczekiwana istnieje. Tak jest w przypadku co najmniej dla wszystkich {\displaystyle t} na okręgu jednostkowym {\displaystyle |t|=1,} patrz funkcja charakterystyczna. Jeśli {\displaystyle X} jest dyskretną zmienną losową przyjmującą wartości jedynie ze zbioru {0,1, ...} nieujemnych liczb całkowitych, wtedy {\displaystyle M_{X}} nazywana jest również funkcją tworzącą prawdopodobieństwa {\displaystyle X} i {\displaystyle M_{X}(t)} jest dobrze zdefiniowaną co najmniej dla wszystkich {\displaystyle t} w zamkniętym jednostkowym dysku {\displaystyle |t|\leqslant 1.}
Funkcja tworząca momenty silni tworzy momenty silni rozkładu prawdopodobieństwa. Pod warunkiem że {\displaystyle M_{X}} istnieje w sąsiedztwie {\displaystyle t=1,} {\displaystyle n}-ty moment silni jest dany przez
{\displaystyle \operatorname {E} [X^{\underline {n}}]={M_{X}}^{\underline {n}}(1)=\left.{\frac {\mathrm {d} ^{n}}{\mathrm {d} t^{n}}}\right|_{t=1}M_{X}(t),}
gdzie {\displaystyle x^{\underline {n}}} oznacza silnię dolną.

## Przykład
Niech {\displaystyle X} ma rozkład Poissona z wartością oczekiwaną λ. Wykorzystując definicję i własności funkcji wykładniczej otrzymuje się funkcję tworzącą momenty silni tej zmiennej,
{\displaystyle M_{X}(t)=\sum _{k=0}^{\infty }t^{k}\underbrace {\operatorname {P} (X=k)} _{=\,\lambda ^{k}e^{-\lambda }/k!}=e^{-\lambda }\sum _{k=0}^{\infty }{\frac {(t\lambda )^{k}}{k!}}=e^{\lambda (t-1)},\qquad t\in \mathbb {C} ,}
skąd
{\displaystyle \operatorname {E} [X^{\underline {n}}]=\lambda ^{n}.}